# Footvolley

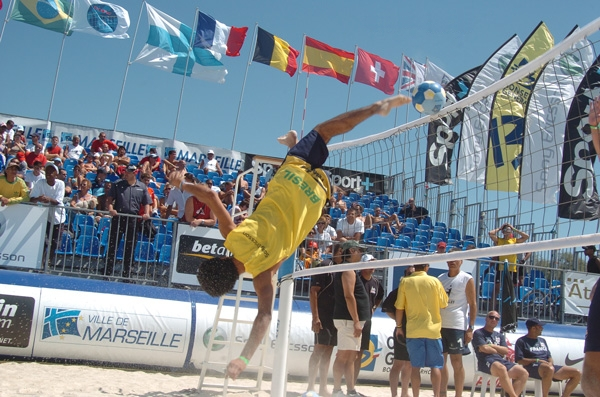
Footvolley-Spiel

Footvolley ist eine Trendsportart aus Brasilien, die Beachvolleyball und Fußball verbindet. Sie erfordert eine ausgeprägte Technik, Koordination und Körperbeherrschung im Sand. Die Ballwechsel sind oft länger als beim Beachvolleyball und gelten als spektakulär für den Zuschauer.

## Regeln

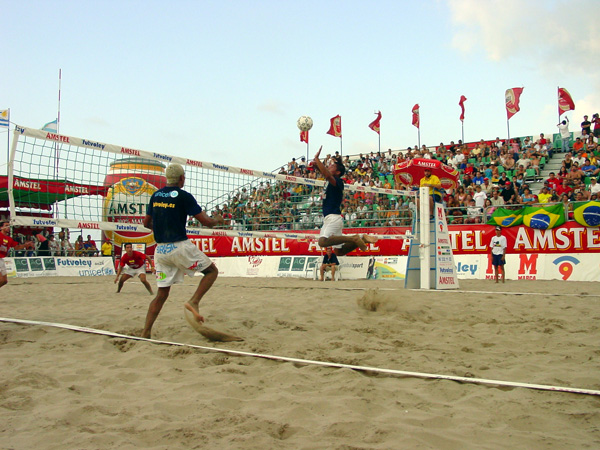
Footvolley-Spiel

Die Regeln des Footvolley basieren auf denen des Beachvolleyballs. Zwei Mannschaften mit jeweils zwei Spielern stehen sich auf einem Beachvolleyball-Feld (16 m × 8 m; 8 m × 8 m pro Feld) gegenüber, das durch ein 2,20 m hohes Netz (Damen: 2,10 m) geteilt ist. Der Untergrund sollte mit feinem Quarzsand (0,1–0,7 mm Körnung) gefüllt sein, frei von Steinen und eine Mindesthöhe von 35 cm haben.
Ziel des Spiels ist es, den Ball regelgerecht über das Netz auf den Boden der gegnerischen Spielfeldhälfte zu bringen und zu verhindern, dass er in der eigenen Spielfeldhälfte zu Boden fällt. Wie beim Fußball darf der Ball nicht mit den Armen oder Händen berührt werden, weshalb mehr Aktive aus dieser Sportart als vom Beachvolleyball zum Footvolley kommen. Der Ball wird ins Spiel gebracht, indem ein Spieler ihn von einem maximal einen Meter hinter der Grundlinie errichteten Sandhügel über das Netz hebt. Spätestens mit dem dritten Kontakt muss der Ball über das Netz gespielt werden. Dabei dürfen die Spieler das Netz nicht berühren. Wenn dies nicht gelingt, erhält der Gegner einen Punkt. Es werden zwei Gewinnsätze gespielt. Für einen Satzgewinn sind 18 Punkte mit mindestens zwei Punkten Vorsprung nötig, die nach dem Rally-Point-System gezählt werden. Ein Satz ist auf maximal 21 Punkte begrenzt.

## Geschichte
Footvolley (Futevolei) entstand in den 1960er Jahren an den Stränden Brasiliens. In Rio de Janeiro verhinderten Fußballer ein polizeiliches Verbot ihres Spiels, indem sie auf die Beachvolleyball-Felder auswichen. Prominente Fußballer wie Romário, Bebeto, Zico, Ronaldo oder Ronaldinho, die den Trendsport in ihrer Freizeit ausübten, trugen dazu bei, dass er immer bekannter und beliebter wurde.
In den 1990er Jahren kam Footvolley nach Europa, wo im November 2003 die European Footvolley Federation (EFVF) gegründet wurde. Gleichzeitig wurde die Sportart in den Deutschen Beachsoccer-Verband (DBSV) aufgenommen und seit 2007 läuft sie eigenständig unter „Footvolley Germany“. Im Jahr 2004 entstand als nationale Konkurrenz die Deutsche Footvolley-Vereinigung (DFVV), die dem Weltverband FIFV (Federation International of Footvolley) angehört. In Österreich gibt es mit dem Footvolley-Verband ÖFV und der Austrian Football Federation (AFF) ebenfalls zwei Verbände, während die Schweizer Spieler im Schweizerischen Fussvolleyballverband (SFVV) organisiert sind.
Bei den Olympischen Spielen 2016 in Rio de Janeiro wurde Footvolley als Demonstrationssportart gespielt.

## Footvolley in Deutschland
Seit 2004 werden von Footvolley Germany (seit 12/2007 Deutscher Footvolley Verband e. V.) internationale Turniere in Deutschland durchgeführt. Die deutsche Rangliste wird jedes Jahr an fünf Standorten in Deutschland im Winter ausgespielt. Die Top-Teams vertreten Deutschland sowohl bei der offiziellen Europameisterschaft des europäischen Verbands EFVL als auch bei anderen europäischen und internationalen Turnieren. 2016 fand die Europameisterschaft in Deutschland statt.  Mittlerweile gibt es an vielen Standorten in Deutschland Vereine, die Footvolley offiziell als Abteilung führen und einen regelmäßigen Trainings- und Spielbetrieb anbieten.

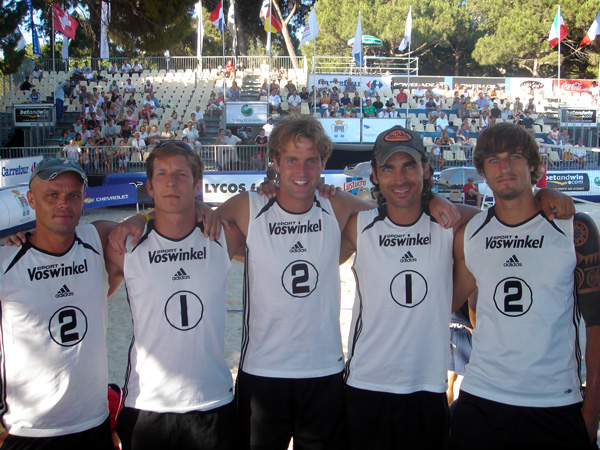
Die deutschen Footvolley-Spieler